# Lotta (Vorname)
Lotta ist ein weiblicher Vorname.

## Herkunft und Bedeutung
Der Name ist die finnische und schwedische Kurzform von Charlotta.

## Bekannte Namensträgerinnen
- Lotta Almblad (* 1972), schwedische Eishockeyspielerin
- Lotta Andersson (Badminton) (* um 1972), schwedische Badmintonspielerin
- Lotta Andersson (Ringerin) (* um 1975), schwedische Ringerin
- Lotta Blokker (* 1980), niederländische Bildhauerin
- Lotta Crabtree (1847–1924), US-amerikanische Schauspielerin, Entertainerin, Komikerin und Philanthropin
- Lotta Doll (* 1985), deutsche Schauspielerin und Synchronsprecherin
- Lotta Engberg (* 1963), schwedische Pop- und Dansbandsängerin und Klavierspielerin
- Lotta Hedström (* 1955), schwedische Politikerin
- Lotta Lotass (* 1964), schwedische Autorin und Literaturwissenschaftlerin
- Lotta Lepistö (* 1989), finnische Radrennfahrerin
- Lotta Lundberg (* 1961), schwedische Schriftstellerin
- Lotta Schelin (* 1984), schwedische Fußballspielerin
- Lotta Sjöberg (* 1974), schwedische Comiczeichnerin und Illustratorin
- Eva-Lotta Sjöstedt (* 1966), schwedische Managerin
- Lotta Tejle (* 1960), schwedische Schauspielerin und Sängerin
- Lotta Vuorio, finnische Fußballschiedsrichterin
- Lotta Udnes Weng (* 1996), norwegische Skilangläuferin

### Fiktive Personen
- Lotta aus der Krachmacherstraße, Romanfigur von Astrid Lindgren